# کوره آهکی
کوره آهکی روستایی در دهستان ملک‌آباد بخش گلستان شهرستان سیرجان استان کرمان ایران است.

## جمعیت
بر پایه سرشماری عمومی نفوس و مسکن در سال ۱۳۹۵ جمعیت این مکان ۹۹ نفر (۳۱خانوار) بوده‌است.